# 柯邦迪
柯邦迪（葡萄牙語：José Maria da Ponte e Horta，1824年—1892年），或譯「柯打」、「邦迪‧柯打」，葡萄牙軍官。
柯邦迪出生在葡萄牙貴族家庭。曾加入葡萄牙軍隊，後成為Escola Politécnica de Lisboa的教授。
1866年10月26日，柯邦迪被任命為澳門總督，直到1868年8月3日離任。1870年至1873年期間，擔任安哥拉總督。也有許多資料稱他曾擔任過佛得角總督，但并沒有文獻能夠證明這一點。
柯邦迪在1892年逝世，今日澳門有不少街道和建築物以他的名字命名，例如「柯邦迪前地」。